# YZサーキット
YZサーキット （ワイゼットサーキット）は、岐阜県瑞浪市日吉町に存在する自動車用サーキット。

## 概要
「YZサーキット瑞浪」として1996年に開業。2005年にはコース改修を実施し、これにより一般的にはほぼ同仕様の車両で約1秒程度、改修前よりラップタイムが短縮される傾向になった。2008年には300m程東に存在する瑞浪モーターランドの経営を引き継ぎ、元々のYZサーキットは「本コース」、旧瑞浪モーターランドは「東コース」という名が付された。ただし、両者は関連設備を含め完全に分離したサーキットであり、双方の行き来には一般の公道を経由する必要があった。
2016年2月末、賃貸借契約の終了に伴い本コースの営業が終了し、2025年現在は現在は東コースとドリフト走行向けのパイロン練習コース（Pコース）のみ営業している。本コース跡地には2016年4月以降は太陽光発電所が建設されている。
いわゆるミニサーキットであることから全国規模の大会は開催されていないが、D1ライツの下位カテゴリーであるD1地方戦のミドルウエストシリーズを中心に、ドリフトの大会や練習会において多く利用されている。
一般には余り知られていないが、サーキット名になっているYZとはオーナーのイニシャルである。

## コース

### 東コース
- 全長:1,000 m[2]
- 幅員:11～13 m[2]
- 最大直線長:240 m[2]
- パドック収容台数:300台[2]

## 周辺施設
- 細久手宿 - 中山道48番目の宿場

## アクセス
- 中央自動車道瑞浪インターチェンジまたは土岐インターチェンジから約20分